# Худжум (месторождение)
Худжум — газоконденсатное месторождение в Узбекистане. Расположено в Кашкадарьинском вилояте. Открыто в марте 2010 года.
Газоносность связана с отложениями келловей-оксфордского возраста. Начальный запас газа ещё не оценён.
Оператором месторождении является швейцарская компания Zeromax с дочерней компанией UzGazOil.